# Liste der Nummer-eins-Hits in der Schweiz (2023)
Dies ist eine Liste der Nummer-eins-Hits in der Schweiz im Jahr 2023. Sie basiert auf den Top 100 Singles und Top 100 Alben der offiziellen Schweizer Hitparade. Single- und Albumcharts werden jeweils am Sonntag nach Ende der Verkaufswoche veröffentlicht.

## Singles
| ← 2022 ← | Liste der Nummer-eins-Hits in der Schweiz | Liste der Nummer-eins-Hits in der Schweiz | Liste der Nummer-eins-Hits in der Schweiz | 2024 →                    |
| \| Zeitraum \| Wo. ges. \| Interpret \| Titel Autor(en) \| Zusätzliche Informationen \| \| (Zeitraum, Wochen auf Platz eins, Interpret, Titel, Autor[en], zusätzliche Informationen) \| \| \| \| \| \| ----------------------------------------------------------------------------------------- \| -------- \| -------------------------------- \| ------------------------------------------------------------------------------------------------------------------------------------------------------ \| ------------------------- \| \| 11. Dezember 2022 – 7. Januar 2023 4 Wochen (insgesamt 22) \| 22 \| Mariah Carey \| All I Want for Christmas Is You Walter N. Afanasieff, Mariah Carey \| – \| \| 8. Januar 2023 – 21. Januar 2023 2 Wochen (insgesamt 12) \| 12 \| David Guetta & Bebe Rexha \| I’m Good (Blue) Bleta Rexha, Pierre David Guetta, Camille Angelina Purcell, Massimo Gabutti, Maurizio Lobina, Gianfranco Randone, Philip John Plested \| – \| \| 22. Januar 2023 – 8. April 2023 11 Wochen (insgesamt 15) \| 15 \| Miley Cyrus \| Flowers Miley Ray Cyrus, Gregory Aldae Hein, Michael Pollack \| – \| \| 9. April 2023 – 15. April 2023 1 Woche \| 1 \| RAF Camora feat. Luciano \| All Night Patrick Jamal Großmann, Mohamad „Hamudi“ Hoteit, David Kraft, Raphael Ragucci, Tim Wilke, Pascal Wölki \| – \| \| 16. April 2023 – 29. April 2023 2 Wochen (insgesamt 15) \| 15 \| Miley Cyrus \| Flowers Miley Ray Cyrus, Gregory Aldae Hein, Michael Pollack \| – \| \| 30. April 2023 – 6. Mai 2023 1 Woche (insgesamt 2) \| 2 \| David Kushner \| Daylight David Kushner, Hayden Robert Hubers, Jeremy Fedryk, Josh Bruce Williams \| – \| \| 7. Mai 2023 – 13. Mai 2023 1 Woche (insgesamt 15) \| 15 \| Miley Cyrus \| Flowers Miley Ray Cyrus, Gregory Aldae Hein, Michael Pollack \| – \| \| 14. Mai 2023 – 20. Mai 2023 1 Woche (insgesamt 2) \| 2 \| David Kushner \| Daylight David Kushner, Hayden Robert Hubers, Jeremy Fedryk, Josh Bruce Williams \| – \| \| 21. Mai 2023 – 3. Juni 2023 2 Wochen \| 2 \| Loreen \| Tattoo Thomas Gustafsson, Jimmy Erik Robert Jansson, Peter Lars Boström, Moa Anna Maria Carlebecker, Jimmy Paul Thörnfeldt, Lorine Zineb Noka Talhaoui \| – \| \| 4. Juni 2023 – 10. Juni 2023 1 Woche (insgesamt 15) \| 15 \| Miley Cyrus \| Flowers Miley Ray Cyrus, Gregory Aldae Hein, Michael Pollack \| – \| \| 11. Juni 2023 – 15. Juli 2023 5 Wochen (insgesamt 9) \| 9 \| Dave & Central Cee \| Sprinter Jo Caleb, Oakley Neil Caesar-Su, Jonny Leslie, James Olaloye, David Orobosa Omoregie \| – \| \| 16. Juli 2023 – 22. Juli 2023 1 Woche \| 1 \| Dardan feat. Azet \| Malli Manuel Mayer, Granit Musa, Dardan Mushkolaj \| – \| \| 23. Juli 2023 – 5. August 2023 2 Wochen (insgesamt 9) \| 9 \| Dave & Central Cee \| Sprinter Jo Caleb, Oakley Neil Caesar-Su, Jonny Leslie, James Olaloye, David Orobosa Omoregie \| – \| \| 6. August 2023 – 12. August 2023 1 Woche \| 1 \| Travis Scott feat. Playboi Carti \| Fe!n Jacques Webster II, Jordan Carter, Khadimou Fall, Jahaan Sweet \| – \| \| 13. August 2023 – 19. August 2023 1 Woche \| 1 \| Billie Eilish \| What Was I Made For? Billie Eilish O’Connell, Finneas O’Connell \| – \| \| 20. August 2023 – 2. September 2023 2 Wochen (insgesamt 9) \| 9 \| Dave & Central Cee \| Sprinter Jo Caleb, Oakley Neil Caesar-Su, Jonny Leslie, James Olaloye, David Orobosa Omoregie \| – \| \| 3. September 2023 – 7. Oktober 2023 5 Wochen \| 5 \| Doja Cat \| Paint the Town Red Amala Zandile Dlamini, Isaac Earl Bynum, Jean Baptiste Kouame, Karl Rubin, Ryan Buendia, Burt Bacharach, Hal David \| – \| \| 8. Oktober 2023 – 2. Dezember 2023 8 Wochen \| 8 \| Iñigo Quintero \| Si no estás Iñigo Quintero \| – \| \| 3. Dezember 2023 – 6. Januar 2024 5 Wochen (insgesamt 22) \| 22 \| Mariah Carey \| All I Want for Christmas Is You Walter N. Afanasieff, Mariah Carey \| – \| |                                           |                                           | |                           |
| ← 2022 |                                           |                                           | | → 2024 →                  |
| Zeitraum | Wo. ges.                                  | Interpret                                 | Titel Autor(en) | Zusätzliche Informationen |
| (Zeitraum, Wochen auf Platz eins, Interpret, Titel, Autor[en], zusätzliche Informationen) |                                           |                                           | |                           |
| 11. Dezember 2022 – 7. Januar 2023 4 Wochen (insgesamt 22) | 22                                        | Mariah Carey                              | All I Want for Christmas Is You Walter N. Afanasieff, Mariah Carey                                                                                     | –                         |
| 8. Januar 2023 – 21. Januar 2023 2 Wochen (insgesamt 12) | 12                                        | David Guetta & Bebe Rexha                 | I’m Good (Blue) Bleta Rexha, Pierre David Guetta, Camille Angelina Purcell, Massimo Gabutti, Maurizio Lobina, Gianfranco Randone, Philip John Plested  | –                         |
| 22. Januar 2023 – 8. April 2023 11 Wochen (insgesamt 15) | 15                                        | Miley Cyrus                               | Flowers Miley Ray Cyrus, Gregory Aldae Hein, Michael Pollack                                                                                           | –                         |
| 9. April 2023 – 15. April 2023 1 Woche | 1                                         | RAF Camora feat. Luciano                  | All Night Patrick Jamal Großmann, Mohamad „Hamudi“ Hoteit, David Kraft, Raphael Ragucci, Tim Wilke, Pascal Wölki                                       | –                         |
| 16. April 2023 – 29. April 2023 2 Wochen (insgesamt 15) | 15                                        | Miley Cyrus                               | Flowers Miley Ray Cyrus, Gregory Aldae Hein, Michael Pollack                                                                                           | –                         |
| 30. April 2023 – 6. Mai 2023 1 Woche (insgesamt 2) | 2                                         | David Kushner                             | Daylight David Kushner, Hayden Robert Hubers, Jeremy Fedryk, Josh Bruce Williams                                                                       | –                         |
| 7. Mai 2023 – 13. Mai 2023 1 Woche (insgesamt 15) | 15                                        | Miley Cyrus                               | Flowers Miley Ray Cyrus, Gregory Aldae Hein, Michael Pollack                                                                                           | –                         |
| 14. Mai 2023 – 20. Mai 2023 1 Woche (insgesamt 2) | 2                                         | David Kushner                             | Daylight David Kushner, Hayden Robert Hubers, Jeremy Fedryk, Josh Bruce Williams                                                                       | –                         |
| 21. Mai 2023 – 3. Juni 2023 2 Wochen | 2                                         | Loreen                                    | Tattoo Thomas Gustafsson, Jimmy Erik Robert Jansson, Peter Lars Boström, Moa Anna Maria Carlebecker, Jimmy Paul Thörnfeldt, Lorine Zineb Noka Talhaoui | –                         |
| 4. Juni 2023 – 10. Juni 2023 1 Woche (insgesamt 15) | 15                                        | Miley Cyrus                               | Flowers Miley Ray Cyrus, Gregory Aldae Hein, Michael Pollack                                                                                           | –                         |
| 11. Juni 2023 – 15. Juli 2023 5 Wochen (insgesamt 9) | 9                                         | Dave & Central Cee                        | Sprinter Jo Caleb, Oakley Neil Caesar-Su, Jonny Leslie, James Olaloye, David Orobosa Omoregie                                                          | –                         |
| 16. Juli 2023 – 22. Juli 2023 1 Woche | 1                                         | Dardan feat. Azet                         | Malli Manuel Mayer, Granit Musa, Dardan Mushkolaj | –                         |
| 23. Juli 2023 – 5. August 2023 2 Wochen (insgesamt 9) | 9                                         | Dave & Central Cee                        | Sprinter Jo Caleb, Oakley Neil Caesar-Su, Jonny Leslie, James Olaloye, David Orobosa Omoregie                                                          | –                         |
| 6. August 2023 – 12. August 2023 1 Woche | 1                                         | Travis Scott feat. Playboi Carti          | Fe!n Jacques Webster II, Jordan Carter, Khadimou Fall, Jahaan Sweet                                                                                    | –                         |
| 13. August 2023 – 19. August 2023 1 Woche | 1                                         | Billie Eilish                             | What Was I Made For? Billie Eilish O’Connell, Finneas O’Connell                                                                                        | –                         |
| 20. August 2023 – 2. September 2023 2 Wochen (insgesamt 9) | 9                                         | Dave & Central Cee                        | Sprinter Jo Caleb, Oakley Neil Caesar-Su, Jonny Leslie, James Olaloye, David Orobosa Omoregie                                                          | –                         |
| 3. September 2023 – 7. Oktober 2023 5 Wochen | 5                                         | Doja Cat                                  | Paint the Town Red Amala Zandile Dlamini, Isaac Earl Bynum, Jean Baptiste Kouame, Karl Rubin, Ryan Buendia, Burt Bacharach, Hal David                  | –                         |
| 8. Oktober 2023 – 2. Dezember 2023 8 Wochen | 8                                         | Iñigo Quintero                            | Si no estás Iñigo Quintero | –                         |
| 3. Dezember 2023 – 6. Januar 2024 5 Wochen (insgesamt 22) | 22                                        | Mariah Carey                              | All I Want for Christmas Is You Walter N. Afanasieff, Mariah Carey                                                                                     | –                         |

## Alben
| ← 2022 ← | Liste der Nummer-eins-Hits in der Schweiz | Liste der Nummer-eins-Hits in der Schweiz | Liste der Nummer-eins-Hits in der Schweiz | 2024 →                    |
| \| Zeitraum \| Wo. ges. \| Interpret \| Titel \| Zusätzliche Informationen \| \| (Zeitraum, Wochen auf Platz eins, Interpret, Titel, zusätzliche Informationen) \| \| \| \| \| \| ------------------------------------------------------------------------------ \| -------- \| ---------------------------------- \| ----------------------------------- \| ------------------------- \| \| 1. Januar 2023 – 7. Januar 2023 1 Woche (insgesamt 2) \| 2 \| Michael Bublé \| Christmas \| – \| \| 8. Januar 2023 – 14. Januar 2023 1 Woche (insgesamt 2) \| 2 \| Sido \| Paul \| – \| \| 15. Januar 2023 – 21. Januar 2023 1 Woche \| 1 \| Iggy Pop \| Every Loser \| – \| \| 22. Januar 2023 – 28. Januar 2023 1 Woche (insgesamt 3) \| 3 \| Schwyzerörgeliquartett Genderbüebu \| Dankbarkeit \| – \| \| 29. Januar 2023 – 4. Februar 2023 1 Woche \| 1 \| Måneskin \| Rush! \| – \| \| 5. Februar 2023 – 18. Februar 2023 2 Wochen (insgesamt 3) \| 3 \| Schwyzerörgeliquartett Genderbüebu \| Dankbarkeit \| – \| \| 19. Februar 2023 – 25. Februar 2023 1 Woche \| 1 \| In Flames \| Foregone \| – \| \| 26. Februar 2023 – 4. März 2023 1 Woche \| 1 \| Pink \| Trustfall \| – \| \| 5. März 2023 – 11. März 2023 1 Woche \| 1 \| Ritschi \| Irgendöppis isch immer \| – \| \| 12. März 2023 – 18. März 2023 1 Woche \| 1 \| Les Enfoirés \| 2023: Enfoirés un jour, toujours \| – \| \| 19. März 2023 – 25. März 2023 1 Woche \| 1 \| Miley Cyrus \| Endless Summer Vacation \| – \| \| 26. März 2023 – 1. April 2023 1 Woche \| 1 \| U2 \| Songs of Surrender \| – \| \| 2. April 2023 – 8. April 2023 1 Woche \| 1 \| Depeche Mode \| Memento Mori \| – \| \| 9. April 2023 – 15. April 2023 1 Woche \| 1 \| Mc Hero \| Schön hämmer gredet \| – \| \| 16. April 2023 – 22. April 2023 1 Woche \| 1 \| NF \| Hope \| – \| \| 23. April 2023 – 6. Mai 2023 2 Wochen \| 2 \| Metallica \| 72 Seasons \| – \| \| 7. Mai 2023 – 13. Mai 2023 1 Woche \| 1 \| Bonez MC & Gzuz \| High & hungrig 3 \| – \| \| 14. Mai 2023 – 27. Mai 2023 2 Wochen \| 2 \| Ed Sheeran \| − \| – \| \| 28. Mai 2023 – 3. Juni 2023 1 Woche \| 1 \| Megawatt \| Rockerherz \| – \| \| 4. Juni 2023 – 10. Juni 2023 1 Woche \| 1 \| Peter Fox \| Love Songs \| – \| \| 11. Juni 2023 – 17. Juni 2023 1 Woche \| 1 \| Foo Fighters \| But Here We Are \| – \| \| 18. Juni 2023 – 24. Juni 2023 1 Woche \| 1 \| Shakra \| Invincible \| – \| \| 25. Juni 2023 – 1. Juli 2023 1 Woche \| 1 \| Gölä \| U.F.O. \| – \| \| 2. Juli 2023 – 8. Juli 2023 1 Woche \| 1 \| RAF Camora \| XV \| – \| \| 9. Juli 2023 – 15. Juli 2023 1 Woche \| 1 \| Beatrice Egli \| Balance \| – \| \| 16. Juli 2023 – 29. Juli 2023 2 Wochen \| 2 \| Taylor Swift \| Speak Now \| – \| \| 30. Juli 2023 – 5. August 2023 1 Woche \| 1 \| Blur \| The Ballad of Darren \| – \| \| 6. August 2023 – 12. August 2023 1 Woche (insgesamt 2) \| 2 \| Travis Scott \| Utopia \| – \| \| 13. August 2023 – 19. August 2023 1 Woche \| 1 \| Ländlertrio Rusch-Büeblä \| Meitli tanz! \| – \| \| 20. August 2023 – 26. August 2023 1 Woche (insgesamt 2) \| 2 \| Travis Scott \| Utopia \| – \| \| 27. August 2023 – 2. September 2023 1 Woche \| 1 \| Heimweh \| Freud am Läbe \| – \| \| 3. September 2023 – 9. September 2023 1 Woche \| 1 \| Seraina Telli \| Addicted to Color \| – \| \| 10. September 2023 – 16. September 2023 1 Woche \| 1 \| Florent Pagny \| 2bis \| – \| \| 17. September 2023 – 23. September 2023 1 Woche \| 1 \| Freeze Corleone \| ADC \| – \| \| 24. September 2023 – 30. September 2023 1 Woche \| 1 \| Baschi \| Wenn s Läbe drzwüsche chunt \| – \| \| 1. Oktober 2023 – 7. Oktober 2023 1 Woche \| 1 \| Ayliva \| Schwarzes Herz \| – \| \| 8. Oktober 2023 – 14. Oktober 2023 1 Woche \| 1 \| Schwiizergoofe \| 12 \| – \| \| 15. Oktober 2023 – 21. Oktober 2023 1 Woche \| 1 \| Bligg \| Tradition \| – \| \| 22. Oktober 2023 – 28. Oktober 2023 1 Woche \| 1 \| Bad Bunny \| Nadie sabe lo que va a pasar mañana \| – \| \| 29. Oktober 2023 – 4. November 2023 1 Woche \| 1 \| The Rolling Stones \| Hackney Diamonds \| – \| \| 5. November 2023 – 11. November 2023 1 Woche \| 1 \| Taylor Swift \| 1989 \| – \| \| 12. November 2023 – 18. November 2023 1 Woche \| 1 \| Kunz \| Proviant \| – \| \| 19. November 2023 – 25. November 2023 1 Woche \| 1 \| Stress \| MTV Unplugged \| – \| \| 26. November 2023 – 2. Dezember 2023 1 Woche \| 1 \| Sfera Ebbasta \| X2VR \| – \| \| 3. Dezember 2023 – 9. Dezember 2023 1 Woche \| 1 \| Jessica Ming & René Bisang \| Wiehnacht wie’s früener isch gsi \| – \| \| 10. Dezember 2023 – 16. Dezember 2023 1 Woche \| 1 \| Schwiizergoofe \| Abentüür Pischteschreck \| – \| \| 17. Dezember 2023 – 20. Januar 2024 5 Wochen (insgesamt 6) \| 6 \| Züri West \| Loch dür Zyt \| – \| |                                           |                                           |                                           |                           |
| ← 2022 |                                           |                                           |                                           | → 2024 →                  |
| Zeitraum | Wo. ges.                                  | Interpret                                 | Titel                                     | Zusätzliche Informationen |
| (Zeitraum, Wochen auf Platz eins, Interpret, Titel, zusätzliche Informationen) |                                           |                                           |                                           |                           |
| 1. Januar 2023 – 7. Januar 2023 1 Woche (insgesamt 2) | 2                                         | Michael Bublé                             | Christmas                                 | –                         |
| 8. Januar 2023 – 14. Januar 2023 1 Woche (insgesamt 2) | 2                                         | Sido                                      | Paul                                      | –                         |
| 15. Januar 2023 – 21. Januar 2023 1 Woche | 1                                         | Iggy Pop                                  | Every Loser                               | –                         |
| 22. Januar 2023 – 28. Januar 2023 1 Woche (insgesamt 3) | 3                                         | Schwyzerörgeliquartett Genderbüebu        | Dankbarkeit                               | –                         |
| 29. Januar 2023 – 4. Februar 2023 1 Woche | 1                                         | Måneskin                                  | Rush!                                     | –                         |
| 5. Februar 2023 – 18. Februar 2023 2 Wochen (insgesamt 3) | 3                                         | Schwyzerörgeliquartett Genderbüebu        | Dankbarkeit                               | –                         |
| 19. Februar 2023 – 25. Februar 2023 1 Woche | 1                                         | In Flames                                 | Foregone                                  | –                         |
| 26. Februar 2023 – 4. März 2023 1 Woche | 1                                         | Pink                                      | Trustfall                                 | –                         |
| 5. März 2023 – 11. März 2023 1 Woche | 1                                         | Ritschi                                   | Irgendöppis isch immer                    | –                         |
| 12. März 2023 – 18. März 2023 1 Woche | 1                                         | Les Enfoirés                              | 2023: Enfoirés un jour, toujours          | –                         |
| 19. März 2023 – 25. März 2023 1 Woche | 1                                         | Miley Cyrus                               | Endless Summer Vacation                   | –                         |
| 26. März 2023 – 1. April 2023 1 Woche | 1                                         | U2                                        | Songs of Surrender                        | –                         |
| 2. April 2023 – 8. April 2023 1 Woche | 1                                         | Depeche Mode                              | Memento Mori                              | –                         |
| 9. April 2023 – 15. April 2023 1 Woche | 1                                         | Mc Hero                                   | Schön hämmer gredet                       | –                         |
| 16. April 2023 – 22. April 2023 1 Woche | 1                                         | NF                                        | Hope                                      | –                         |
| 23. April 2023 – 6. Mai 2023 2 Wochen | 2                                         | Metallica                                 | 72 Seasons                                | –                         |
| 7. Mai 2023 – 13. Mai 2023 1 Woche | 1                                         | Bonez MC & Gzuz                           | High & hungrig 3                          | –                         |
| 14. Mai 2023 – 27. Mai 2023 2 Wochen | 2                                         | Ed Sheeran                                | −                                         | –                         |
| 28. Mai 2023 – 3. Juni 2023 1 Woche | 1                                         | Megawatt                                  | Rockerherz                                | –                         |
| 4. Juni 2023 – 10. Juni 2023 1 Woche | 1                                         | Peter Fox                                 | Love Songs                                | –                         |
| 11. Juni 2023 – 17. Juni 2023 1 Woche | 1                                         | Foo Fighters                              | But Here We Are                           | –                         |
| 18. Juni 2023 – 24. Juni 2023 1 Woche | 1                                         | Shakra                                    | Invincible                                | –                         |
| 25. Juni 2023 – 1. Juli 2023 1 Woche | 1                                         | Gölä                                      | U.F.O.                                    | –                         |
| 2. Juli 2023 – 8. Juli 2023 1 Woche | 1                                         | RAF Camora                                | XV                                        | –                         |
| 9. Juli 2023 – 15. Juli 2023 1 Woche | 1                                         | Beatrice Egli                             | Balance                                   | –                         |
| 16. Juli 2023 – 29. Juli 2023 2 Wochen | 2                                         | Taylor Swift                              | Speak Now                                 | –                         |
| 30. Juli 2023 – 5. August 2023 1 Woche | 1                                         | Blur                                      | The Ballad of Darren                      | –                         |
| 6. August 2023 – 12. August 2023 1 Woche (insgesamt 2) | 2                                         | Travis Scott                              | Utopia                                    | –                         |
| 13. August 2023 – 19. August 2023 1 Woche | 1                                         | Ländlertrio Rusch-Büeblä                  | Meitli tanz!                              | –                         |
| 20. August 2023 – 26. August 2023 1 Woche (insgesamt 2) | 2                                         | Travis Scott                              | Utopia                                    | –                         |
| 27. August 2023 – 2. September 2023 1 Woche | 1                                         | Heimweh                                   | Freud am Läbe                             | –                         |
| 3. September 2023 – 9. September 2023 1 Woche | 1                                         | Seraina Telli                             | Addicted to Color                         | –                         |
| 10. September 2023 – 16. September 2023 1 Woche | 1                                         | Florent Pagny                             | 2bis                                      | –                         |
| 17. September 2023 – 23. September 2023 1 Woche | 1                                         | Freeze Corleone                           | ADC                                       | –                         |
| 24. September 2023 – 30. September 2023 1 Woche | 1                                         | Baschi                                    | Wenn s Läbe drzwüsche chunt               | –                         |
| 1. Oktober 2023 – 7. Oktober 2023 1 Woche | 1                                         | Ayliva                                    | Schwarzes Herz                            | –                         |
| 8. Oktober 2023 – 14. Oktober 2023 1 Woche | 1                                         | Schwiizergoofe                            | 12                                        | –                         |
| 15. Oktober 2023 – 21. Oktober 2023 1 Woche | 1                                         | Bligg                                     | Tradition                                 | –                         |
| 22. Oktober 2023 – 28. Oktober 2023 1 Woche | 1                                         | Bad Bunny                                 | Nadie sabe lo que va a pasar mañana       | –                         |
| 29. Oktober 2023 – 4. November 2023 1 Woche | 1                                         | The Rolling Stones                        | Hackney Diamonds                          | –                         |
| 5. November 2023 – 11. November 2023 1 Woche | 1                                         | Taylor Swift                              | 1989                                      | –                         |
| 12. November 2023 – 18. November 2023 1 Woche | 1                                         | Kunz                                      | Proviant                                  | –                         |
| 19. November 2023 – 25. November 2023 1 Woche | 1                                         | Stress                                    | MTV Unplugged                             | –                         |
| 26. November 2023 – 2. Dezember 2023 1 Woche | 1                                         | Sfera Ebbasta                             | X2VR                                      | –                         |
| 3. Dezember 2023 – 9. Dezember 2023 1 Woche | 1                                         | Jessica Ming & René Bisang                | Wiehnacht wie’s früener isch gsi          | –                         |
| 10. Dezember 2023 – 16. Dezember 2023 1 Woche | 1                                         | Schwiizergoofe                            | Abentüür Pischteschreck                   | –                         |
| 17. Dezember 2023 – 20. Januar 2024 5 Wochen (insgesamt 6) | 6                                         | Züri West                                 | Loch dür Zyt                              | –                         |

## Jahreshitparaden
| ← 2022 ← | Liste der Nummer-eins-Hits in der Schweiz | Liste der Nummer-eins-Hits in der Schweiz      | Liste der Nummer-eins-Hits in der Schweiz | 2024 →   |
| \| Singles \| Position# \| Alben \| \| ------------------------------------------------------------------------------------------------------------------------------------------------------------------------------- \| --------- \| ---------------------------------------------- \| \| Flowers Miley Cyrus Miley Ray Cyrus, Gregory Aldae Hein, Michael Pollack \| 1 \| Hackney Diamonds The Rolling Stones \| \| Calm Down Rema Divine Ikubor, Andre Vibez, Michael Hunter \| 2 \| Utopia Travis Scott \| \| Komet Udo Lindenberg & Apache 207 Christopher Brenner, Udo Lindenberg, Lennard Oestmann, Aris Pehlivanian, Marco Tscheschlok, Volkan Yaman \| 3 \| Loch dür Zyt Züri West \| \| I’m Good (Blue) David Guetta & Bebe Rexha Bleta Rexha, Pierre David Guetta, Camille Angelina Purcell, Massimo Gabutti, Maurizio Lobina, Gianfranco Randone, Philip John Plested \| 4 \| 1989 Taylor Swift \| \| Another Love Tom Odell \| 5 \| Heroes & Villains Metro Boomin \| \| Daylight David Kushner , Hayden Robert Hubers, Jeremy Fedryk, Josh Bruce Williams, Edison Boon Eason, Drake Jon Livingston Jr \| 6 \| 72 Seasons Metallica \| \| Mockingbird Eminem Marshall Mathers, Luis Resto \| 7 \| Freud am Läbe Heimweh \| \| As It Was Harry Styles Harry Edward Styles, Thomas Edward Percy Hull, Tyler Sam Johnson \| 8 \| Memento Mori Depeche Mode \| \| Tattoo Loreen Thomas Gustafsson, Jimmy Erik Robert Jansson, Peter Lars Boström, Moa Anna Maria Carlebecker, Jimmy Paul Thörnfeldt, Lorine Zineb Noka Talhaoui \| 9 \| Schwarzes Herz Ayliva \| \| Snap Rosa Linn , Larzz Principato, Jeremy Dusoulet, Allie Crystal, Tamar Kaprelian, Courtney Harrell \| 10 \| Dankbarkeit Schwyzerörgeliquartett Genderbüebu \| |                                           |                                                |                                           |          |
| ← 2022 |                                           |                                                |                                           | → 2024 → |
| Singles | Position#                                 | Alben                                          |                                           |          |
| Flowers Miley Cyrus Miley Ray Cyrus, Gregory Aldae Hein, Michael Pollack | 1                                         | Hackney Diamonds The Rolling Stones            |                                           |          |
| Calm Down Rema Divine Ikubor, Andre Vibez, Michael Hunter | 2                                         | Utopia Travis Scott                            |                                           |          |
| Komet Udo Lindenberg & Apache 207 Christopher Brenner, Udo Lindenberg, Lennard Oestmann, Aris Pehlivanian, Marco Tscheschlok, Volkan Yaman | 3                                         | Loch dür Zyt Züri West                         |                                           |          |
| I’m Good (Blue) David Guetta & Bebe Rexha Bleta Rexha, Pierre David Guetta, Camille Angelina Purcell, Massimo Gabutti, Maurizio Lobina, Gianfranco Randone, Philip John Plested | 4                                         | 1989 Taylor Swift                              |                                           |          |
| Another Love Tom Odell | 5                                         | Heroes & Villains Metro Boomin                 |                                           |          |
| Daylight David Kushner , Hayden Robert Hubers, Jeremy Fedryk, Josh Bruce Williams, Edison Boon Eason, Drake Jon Livingston Jr | 6                                         | 72 Seasons Metallica                           |                                           |          |
| Mockingbird Eminem Marshall Mathers, Luis Resto | 7                                         | Freud am Läbe Heimweh                          |                                           |          |
| As It Was Harry Styles Harry Edward Styles, Thomas Edward Percy Hull, Tyler Sam Johnson | 8                                         | Memento Mori Depeche Mode                      |                                           |          |
| Tattoo Loreen Thomas Gustafsson, Jimmy Erik Robert Jansson, Peter Lars Boström, Moa Anna Maria Carlebecker, Jimmy Paul Thörnfeldt, Lorine Zineb Noka Talhaoui | 9                                         | Schwarzes Herz Ayliva                          |                                           |          |
| Snap Rosa Linn , Larzz Principato, Jeremy Dusoulet, Allie Crystal, Tamar Kaprelian, Courtney Harrell | 10                                        | Dankbarkeit Schwyzerörgeliquartett Genderbüebu |                                           |          |